# Ankeriasjärvi
Ankeriasjärvi är en sjö i kommunen Jyväskylä i landskapet Mellersta Finland i Finland. Den är 9,1 meter djup. Arean är 39 hektar och strandlinjen är 7,37 kilometer lång. Sjön  ingår i Kymmene älvs huvudavrinningsområde.   Den ligger nära Jyväskylä och omkring 240 kilometer norr om Helsingfors. 